# Mrs. Chippy
Mrs. Chippy (elpusztult 1915. október 29-én) egy macska volt, „aki” Harry McNeish hajóács tulajdonaként Ernest Shackleton birodalmi transzantarktiszi expedíciójában vett részt, mint hajómacska. Amikor a hajó a jég nyomásának hatására összeroppant és elsüllyedt a Weddell-tengeren, és a személyzetnek el kellett hagynia a fedélzetet, Mrs. Chippyt és néhány kutyát – amik szintén a hajón utaztak – agyon kellett lőni.

## Története

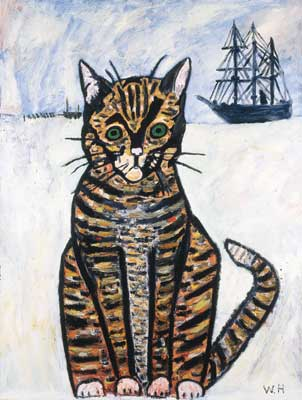
Wolf Howard: Mrs Chippy

Mrs. Chippy valójában egy tigriscsíkos kandúrmacska volt. Az ács beceneve (chippy) után kapta a Mrs. Chippy nevet. Nemét csak az indulás utáni egy hónap után vették észre, és a női név rajta ragadt. A macska lenyűgözte a személyzetet kivételes képességeivel, kiváló egér- és patkányfogó volt, ezenkívül remek egyensúlyérzékről tett tanúságot, amikor a hajó keskeny vitorlarúdjain és képes volt végigmenni a legháborgóbb tengeren is.

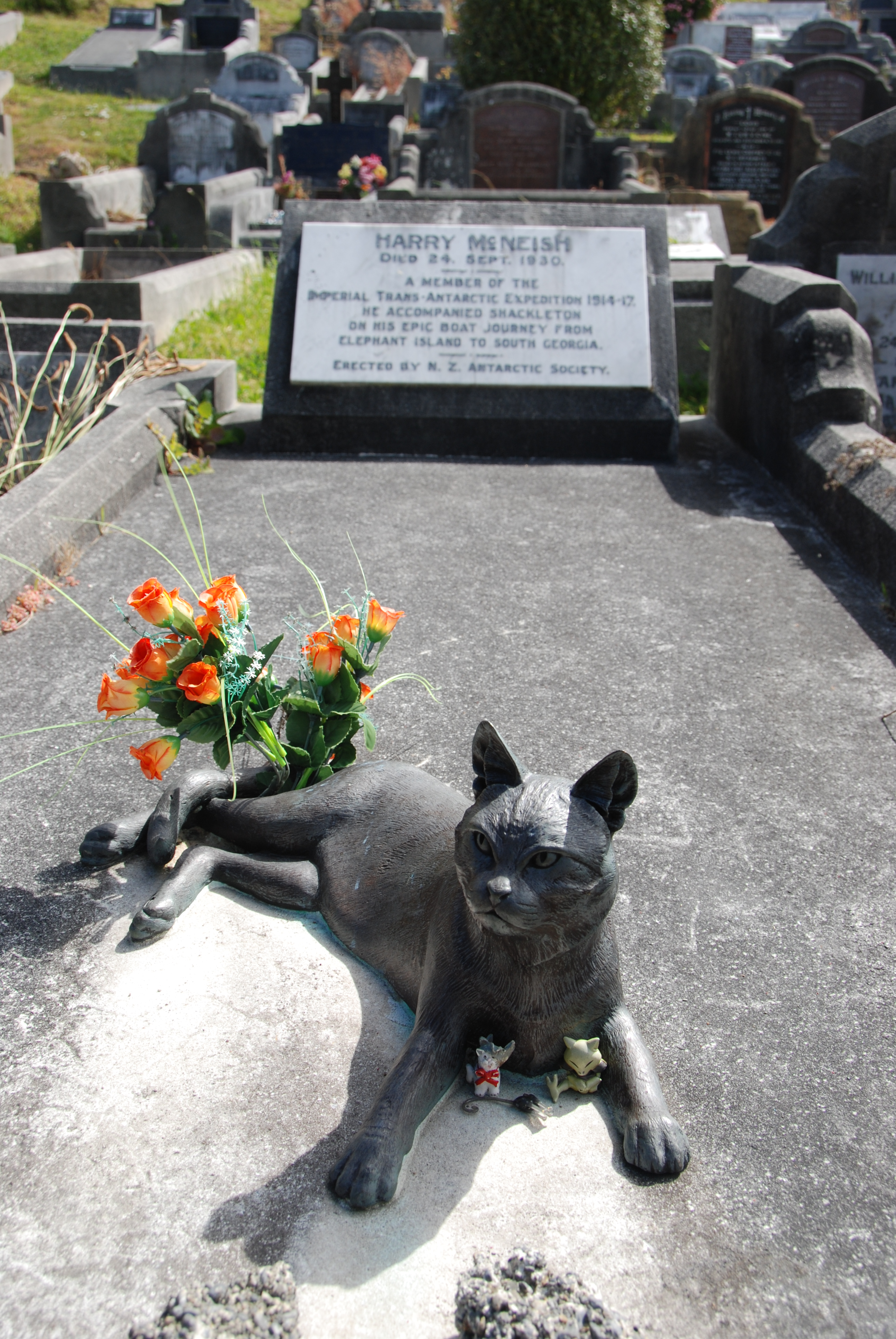
Mrs. Chippy szobra Harry McNeish sírján

Amikor a hajó összetört, az expedíció parancsnoka úgy döntött, hogy a macska és néhány kutya el kell hogy pusztuljon, mivel egyrészt takarékoskodni kell az élelemmel, másrészt – főleg a macska – úgysem élnék túl a rájuk váró viszontagságokat. 1915. október 29-én Shackleton ezt jegyezte fel:
"Ezen a napon Sallie 3 legkisebb kiskutyáját, Sue Siriusát és Mrs. Chippyt, az ács macskáját le kell lőni. Nem vállalhatjuk ezen gyengék [gyenge állatok] istápolását az új körülmények miatt. Úgy tűnik, Macklin, Crean és az ács igen nehezen viselik barátaik elvesztését."
McNeish igen ragaszkodott az állathoz, és soha nem bocsátotta meg Shackletonnak, hogy elpusztíttatta. Később fegyelemsértésbe és vitába is keveredett a vezetővel, és annak ellenére, hogy nagy szerepe volt a hajó csónakjainak tengerállóvá tételében és személyes bátorságot is nemegyszer tanúsított, az expedíció 28 tagja közül azon kevesek közé tartozott, akiket Shackleton később nem terjesztett fel a Polar Medal kitüntetésre.
2004-ben az Új-Zélandi Antarktisz-társaság elhelyezte Mrs. Chippy bronzszobrát McNeish sírjára. 2011 februárjában a Déli-Georgia és Déli-Sandwich-szigeteken postabélyeget adtak ki Mrs. Chippy képével.
2004-ben a Liverpool Biennálé keretében a Walker Művészeti Galériában kiállították Wolf Howard képét, ami a macskát ábrázolja, amint éppen arra vár, hogy lelőjék. A kép hátterében az Endurance hajó látható.